# 泊松光斑

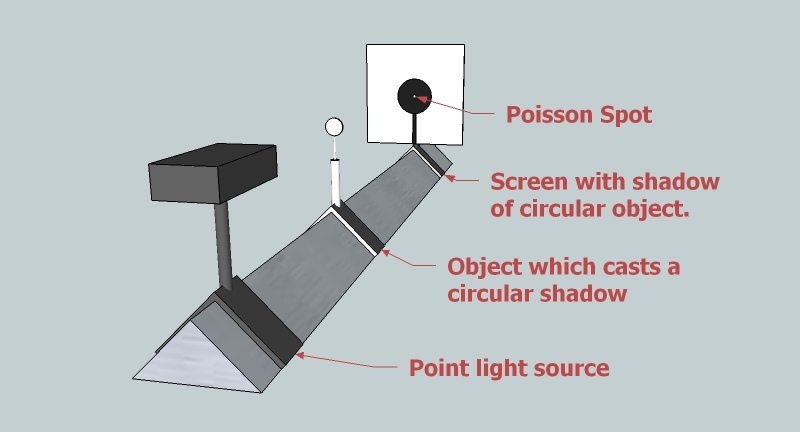
在帕松光斑實驗裏，點光源照射在一個圓形物體，因而在屏幕形成陰影。在陰影的中心會出現一粒明亮光點，這是因為衍射而產生的現象，這證實了波動光學的預言。

泊松光斑，也称阿拉戈光斑。是一种由于光的衍射而产生的一种光学现象。
在满足菲涅耳數的情况下：
{\displaystyle F={\frac {d^{2}}{\ell \lambda }}\gtrsim 1}
其中
d是圆形遮蔽物的直径
ℓ是遮蔽物到屏幕的距离
λ是光源的波长
当单色光照射在一定尺寸的小圆板或圆珠时，会在之后的光屏上出现环状的互为同心圆的衍射条纹，并且在所有同心圆的圆心处会出现一个极小的亮斑，这个亮斑就被称为泊松亮斑。这个亮斑的出现是对光的波动性的一个很好的证明。
有趣的是，虽然这个现象是由最早计算得到它的法国物理学家西莫恩·泊松命名，但泊松却是企图利用“中心点的光穿过障碍物到达光屏”这个与常识相违背的结论来推翻光的波动说。
除光外，在其他物质流的衍射现象中也能发现泊松亮斑的存在。

## 歷史
1814年，奥古斯丁·菲涅耳开始致力于光的本性的研究，他再度重现了托馬斯·楊于1801年建立的光的双缝干涉实验，并用惠更斯原理对这一现象作出完美的解释。与此同时，他开始研究小孔衍射问题。
1817年，法蘭西學術院举行了一次关于光的本性问题的科研成果最佳论文竞赛，菲涅耳加紧了研究工作；他在他弟弟的帮助下，成功地提出了後人稱之為惠更斯－菲涅耳原理，他用这一原理出色地解释了光的直线传播规律，提出了光的衍射理论的子波解释，并于1818年提交了论文。科学院成立了一个评委会，评委会的成员中有波动的支持者弗朗索瓦·阿拉戈（1786—1853），有波动说的反对者泊松（1781—1840）、让-巴蒂斯特·毕奥（1774—1862）、皮埃尔-西蒙·拉普拉斯（1749—1827），有一中立者路易斯·盖-吕萨克（1778—1850）。尽管不少成员不相信菲涅耳的观念，但是最终还是被菲涅耳数学上的巨大成功及其与实验上的一致性所征服，并授予他优胜奖。
泊松想推翻菲涅耳的观点，就借助于波动理论对衍射理论进行详细地分析。他发现：用一个圆片作为遮挡物时。光屏的中心应出现一个亮点（或者用圆孔做实验时，应该在光屏的中心出一个暗斑），这是令人难以相信的事实，过去也未曾有人见到过。菲涅耳又经过严密的数学计算发现，只有当这个圆片的半径很小时，这个亮点才比较明显（或圆孔很小时，暗斑明显）。事后，菲涅耳和阿拉戈精心设计了一个实验，确认了这一亮斑的存在，证明了这一预言的正确性。
这个初看起来似乎是荒谬的结论，是泊松研究菲涅耳论文时把它当作谬误提出来的，但却成了支持波动说的强有力的证据。后来人们为了纪念这一极具戏剧性事实，就把衍射光斑中央出现的亮斑（或暗斑）称为“泊松光斑”。

## 參閱
- 基爾霍夫積分定理